# アストロビジョン (プラネタリウム)
アストロビジョン（Astrovision）は、五藤光学研究所が制作している70mm10パフォレーションまたは35mm8パフォレーションフィルムを用いた大型映像投影機。同社がプラネタリウム製造メーカーである事から、プラネタリウム館（科学館など）に多く納入されている。同様に全天周映像映写機を製造しているメーカーにカナダ・アイマックス社（IMAX）がある。五藤光学研究所のULTRA70はIMAXのシステムと互換性がある。